# Dinia saucia
Dinia saucia är en fjärilsart som beskrevs av Walker 1854. Dinia saucia ingår i släktet Dinia och familjen björnspinnare. Inga underarter finns listade i Catalogue of Life.